# Sint-Andreaskerk (Loksbergen)

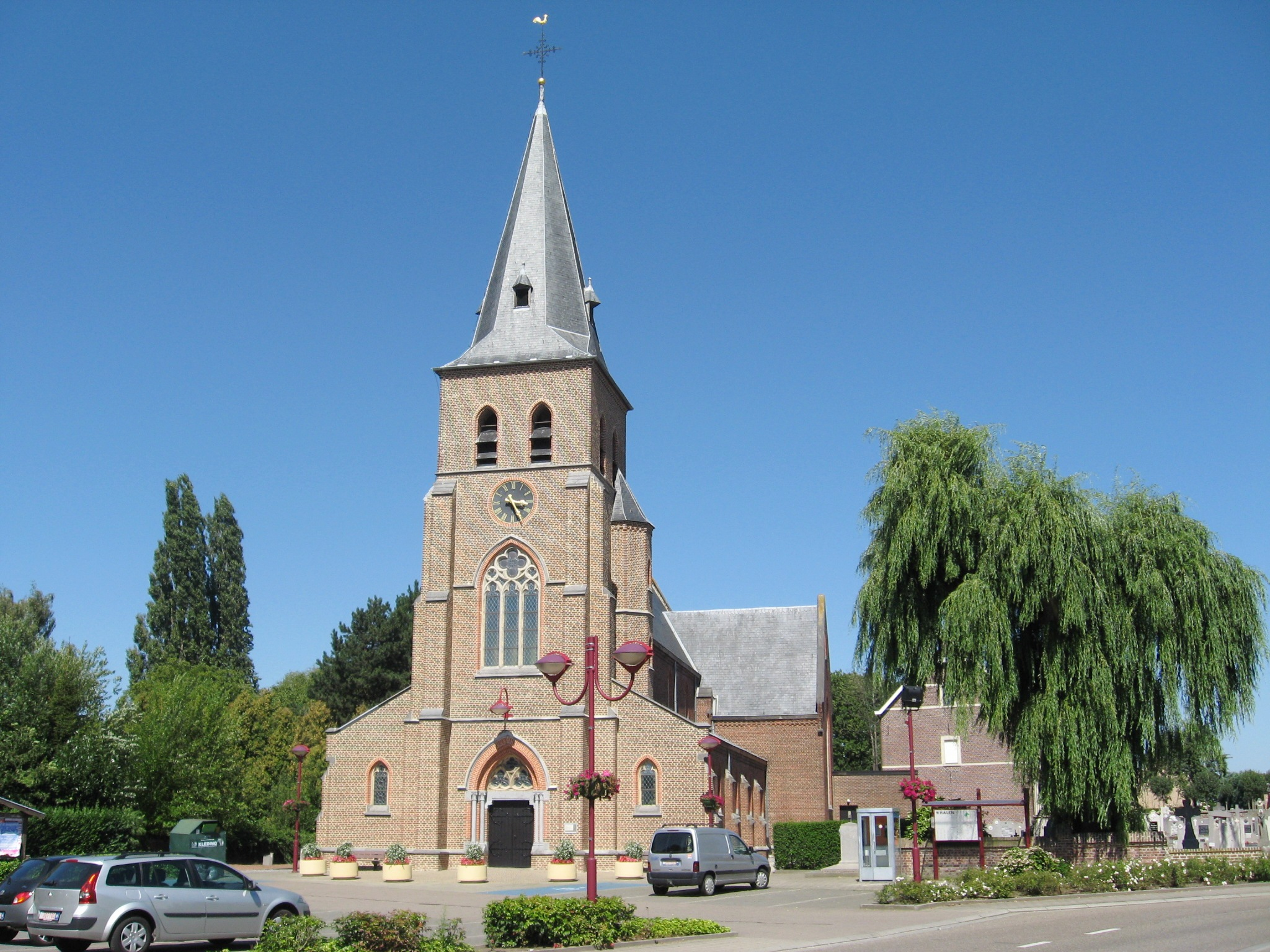
Sint-Andreaskerk

De Sint-Andreaskerk is de parochiekerk van Loksbergen, gelegen aan de Loksbergenstraat.
Loksbergen werd pas in 1838 een zelfstandige parochie. De huidige kerk is van 1894. In 1959 werd de kerk nog vergroot.
Het betreft een bakstenen neogotische kruisbasiliek met ingebouwde, vierkante westtoren, welke geflankeerd is door een achtkantig traptorentje. De toren is voorzien van zware steunberen. De kerk is omgeven door een ommuurd kerkhof. De binnenruimte wordt overwelfd door een houten spitstongewelf.
De klerk bezit een 18e-eeuws Andreasbeeld. De zijaltaren en het doopvont zijn uit de tijd van de bouw van de kerk. Het hoofdaltaar is van 1959. Een terracotta Jezus aan het Kruis is van 1960.